# Chicken Tikka Masala
Chicken Tikka Masala je britský hraný film z roku 2005, který režíroval Harmage Singh Kalirai. Film popisuje problémy gaye v rodině indických přistěhovalců v Anglii. Chicken Tikka Masala je pokrm vzniklý smíšením anglické a indické kuchyně.

## Děj
Film se odehrává v anglickém hrabství Lancashire. Jimi studuje medicínu a je jediným synem v rodině indických přistěhovalců. Jeho rodiče se snaží žít podle pravidel své původní vlasti, a když z Indie přijíždějí vzdálení příbuzní s dcerou Simran, rozhodnou se mu rodiče a babička zařídit svatbu. Přivolaný kněz předpoví, že osud je nakloněn, ale svatba se musí konat do sedmi dnů. Začínají proto horečnaté přípravy na svatbu, Jimi však dosud nenašel odvahu rodičům říct, že je zamilovaný do Jacka, o kterém si všichni myslí, že je jeho kamarád. Jackova malá neteř Hannah chce milencům pomoci, proto řekne Simran, že je Jimova dcera. Rodiče jsou v šoku a odvolají svatbu. Situace však není zachráněna na dlouho, protože začnou plánovat svatbu s Jackovou sestrou Vanessou, matky Hannah. Jimi není schopen říct rodičům pravdu a přemlouvá Vanessu k fingovanému sňatku, aby mohl být s Jackem. Začíná velký hinduistický svatební obřad, při kterém se rodiče snaží zajistit synovi štěstí. Vanessa ani Jack nejsou vůbec nadšeni.

## Obsazení
| Chris Bisson     | Jimi Chopra       |
| Saeed Jaffrey    | Chandra P. Chopra |
| Sally Bankes     | Vanessa           |
| Peter Ash        | Jack              |
| Zohra Segal      | babička           |
| Jamila Massey    | Asha Chopra       |
| Katy Clayton     | Hanah             |
| Sushil Chudasama | Ravi              |
| Louisa Eyo       | Marlene           |
| Jinder Mahal     | Simran            |
| Shobu Kapoor     | Minaxi Patel      |
| Harish Patel     | Harish Patel      |
| Dalu Solanki     | kněz              |

## Ocenění
- British Independent Film Awards: nominace na cenu Raindance Award
- Dallas OUT TAKES: nominace v kategorii nejlepší herečka (Sally Bankes)